# 熊野御坊南海バス

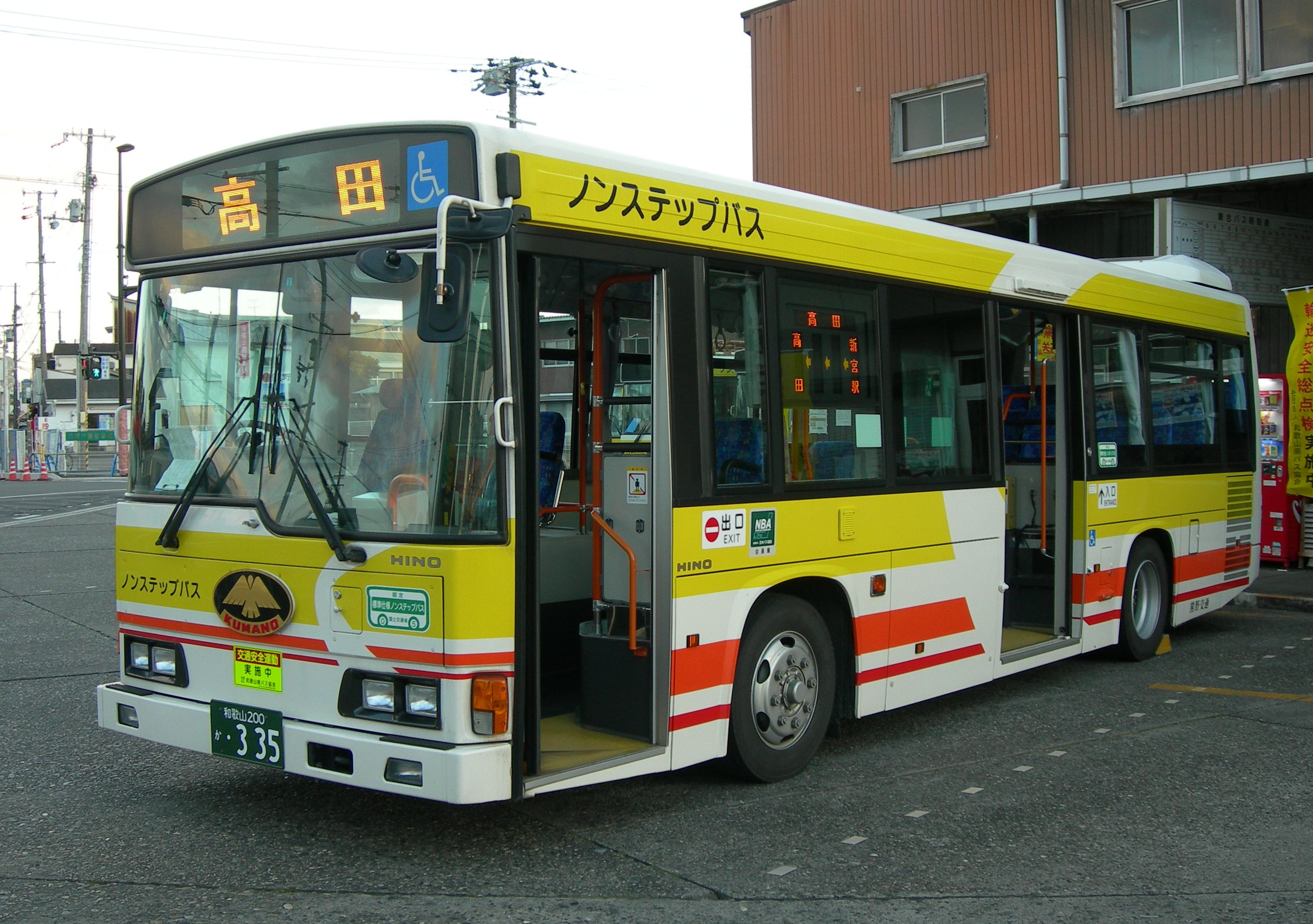
路線バス（新宮駅にて）

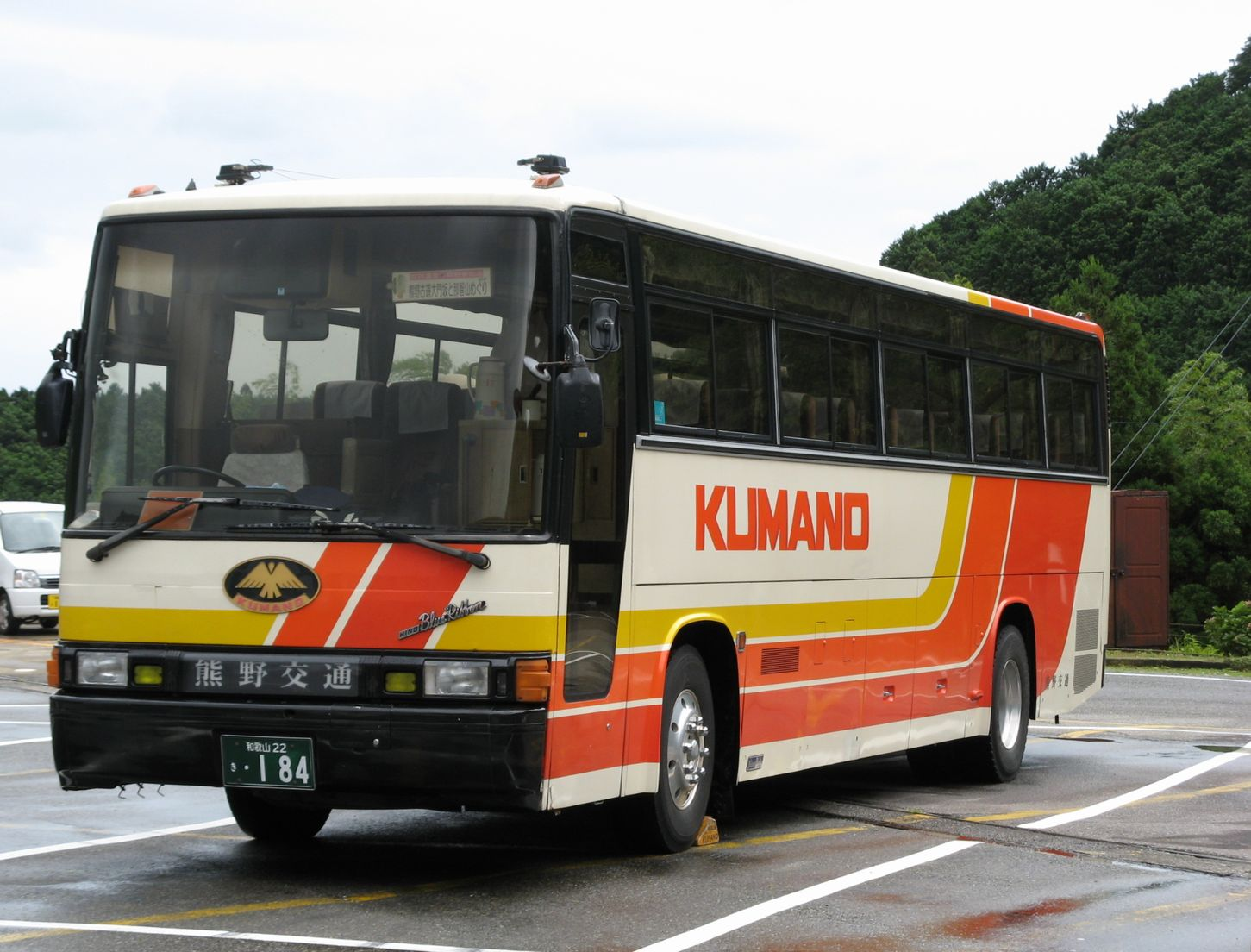
定期観光バス（那智山にて）

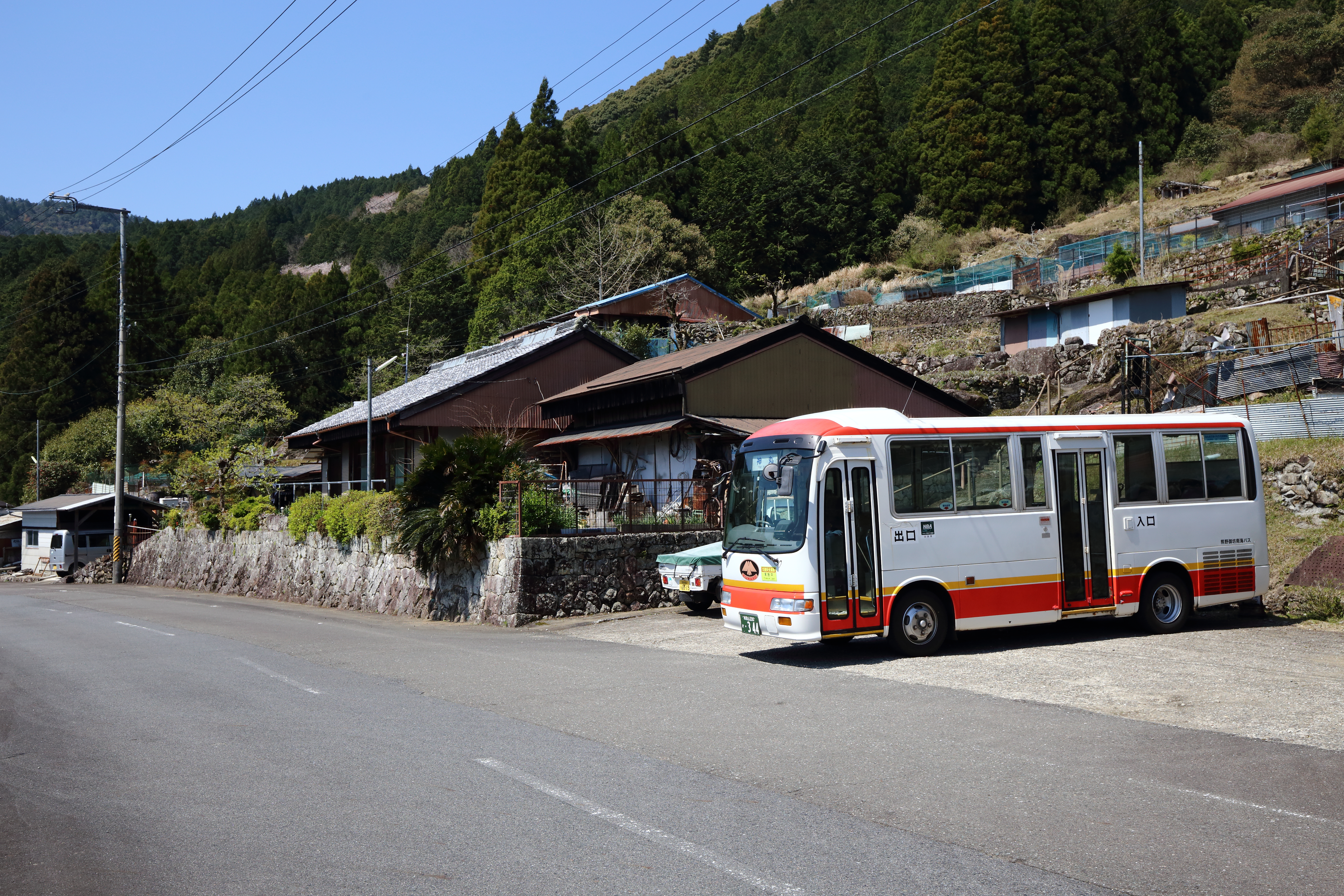
竹筒バス停留所（奈良県吉野郡十津川村）

熊野御坊南海バス株式会社（くまのごぼうなんかいバス）は、和歌山県紀南地区で乗合バス事業・貸切バス事業を行うバス事業者。南海電鉄のグループ会社で御坊・紀南地区の事業を統括する中間持株会社南紀観光ホールディングスの子会社で、南海グループに属する。前身は和歌山県新宮市に本社を置く熊野交通（くまのこうつう）で、2020年1月1日に同じく南海電鉄グループの御坊南海バス（本社：和歌山県御坊市）を吸収合併して社名変更した。 

## 概要
1943年（昭和18年）に熊野合同交通株式会社が発足したのが起源である。
一般路線バスのエリアは、2020年1月の合併前の旧2社でそれぞれエリアが独立しており、旧熊野交通エリアである紀伊半島の南東部にある和歌山県新宮市の紀勢本線新宮駅を中心として、那智勝浦町までと、熊野本宮大社にかけて広がる熊野地区の和歌山県内と、旧御坊南海バスエリアである御坊市・日高郡・有田郡の範囲に2分される。
旧熊野交通の路線(本ページで詳説)はすべて和歌山県内（東牟婁郡・新宮市・田辺市）のみで運行が行われている。なお、田辺営業所は旧御坊南海バスの営業所だが、合併時点で有している田辺市内の路線はすべて旧熊野交通のものである。
旧熊野交通では、かつては一部の路線が三重県熊野市鬼ヶ城付近まで伸びていたり、奈良県吉野郡十津川村内にバス停留所が存在したりしていたが、現在はいずれの路線も廃止されている。
社章は南海グループ統一マークではなく八咫烏を使用しており、これは南紀観光ホールディングス・熊野観光開発も同様である。また、熊野交通時代の社名ロゴは明朝体を使用しており、バス車体後部に書かれる会社名表記も全て明朝体を使用していた。
グループ会社の熊野観光開発株式会社と共同で、瀞峡の観光船事業も行っている。

### 営業所
- 新宮駅前きっぷ売り場（熊野交通本社1F） （JR新宮駅前）
- 勝浦自動車営業所 （那智勝浦町： エバグリーン勝浦店の横。車庫がある）
- 紀伊勝浦駅前きっぷ売り場 （JR紀伊勝浦駅前）
- 御坊支社営業所 - 和歌山県御坊市薗37（旧：御坊南海バス本社）
- 田辺営業所 - 和歌山県田辺市宝来町11-39（旧：御坊南海バス田辺営業所）
- 大阪営業所（観光バス） -  大阪府岸和田市内畑町3384-1（2020年10月1日に移転。南海ウイングバス白原車庫と併設）

### グループ会社
- 南紀観光ホールディングス - 親会社。本社は熊野御坊南海バス本社と同住所に所在。
- 熊野観光開発株式会社 - 2019年10月1日に熊交商事株式会社から社名変更。

## 歴史
- 1943年（昭和18年）

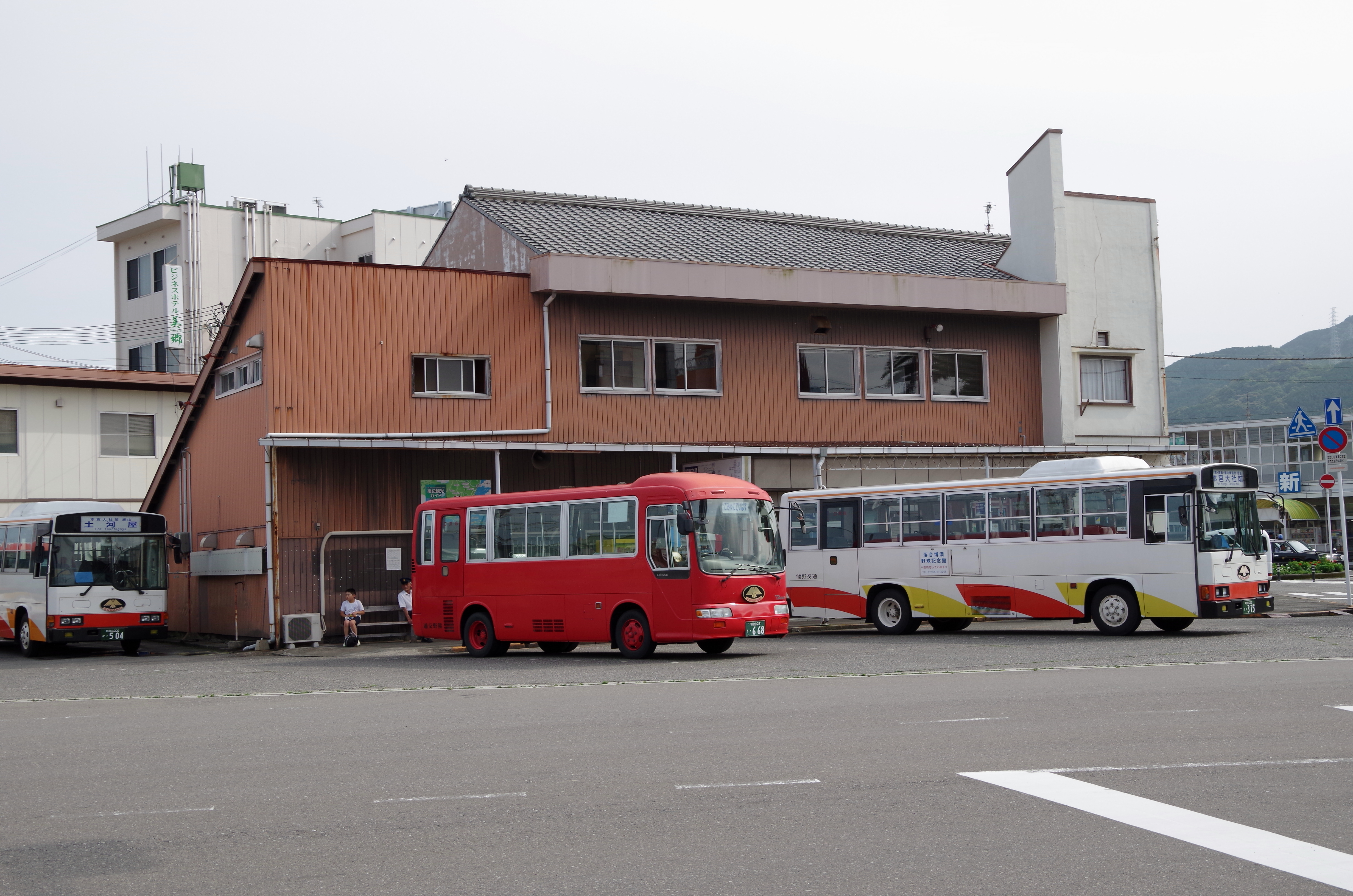
熊野交通本社（旧社屋）
2015年撮影

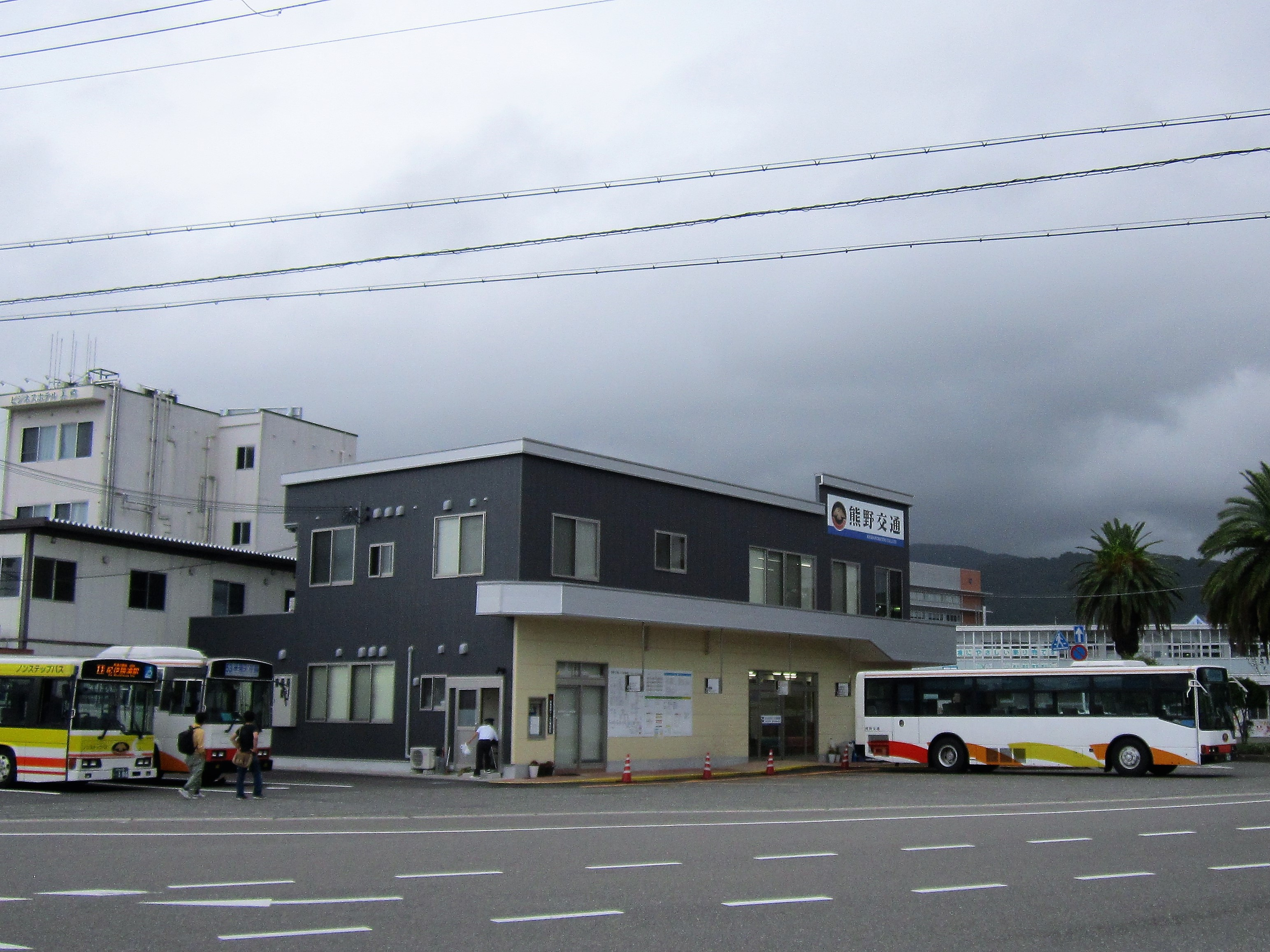
熊野交通本社（新社屋）
2018年1月15日より営業開始

  - 11月1日、熊野川飛行艇株式会社、那智登山自動車株式会社が合併し、熊野合同交通株式会社が発足。
  - 12月12日、熊野合同交通株式会社が和深自動車株式会社、古座川自動車株式会社、串本自動車組合、太地青年同志会、熊野中央自動車株式会社と合併。
- 1945年（昭和20年）5月8日、熊野交通株式会社に社名変更。
- 1955年（昭和30年）3月10日、株式会社熊野観光社を設立。
- 1961年（昭和36年）5月28日、本社社屋が火災により焼失。
- 1970年（昭和45年）7月10日、株式会社熊野観光社が熊交商事株式会社に商号変更。
- 1979年（昭和54年）9月8日、那智山スカイライン開通。
- 1996年（平成8年）9月7日、関西空港 - 白浜・勝浦・新宮の高速バス路線を関西空港交通と共同で開設。
- 2000年（平成12年）3月1日、関西空港 - 白浜・勝浦・新宮の高速バス路線を廃止。
- 2006年（平成18年）9月30日、同日付で鬼ヶ城線を廃止し、三重県内の路線から撤退。
- 2007年（平成19年）4月1日、那智山スカイラインを和歌山県へ無償譲渡。
- 2011年（平成23年）9月3日から4日にかけて、平成23年台風第12号により熊野川が氾濫し改築したばかりの志古乗船場および土産物店などが跡形も無く流されたが、幸いにもウォータージェット船は全台無事であった。
- 2015年（平成27年）9月30日、新宮潮岬線、江住線などを廃止し、すさみ町、串本町内の路線から撤退。
- 2017年（平成29年）
  - 6月12日、本社ビルの建て替え工事に着手。
  - 9月30日、川丈線のうち、本宮大社前 - 土河屋の区間を廃止し存続区間も減便、一部の停留所名を変更（熊野本宮→大日越登り口、竹田前→道の駅熊野川）
- 2018年（平成30年）
  - 1月15日、新本社ビルでの営業を開始。
  - 2月1日、熊野外国人観光客交通対策推進協議会の提言を受け、一部路線を除き系統ナンバリングを導入すると共に停留所名を変更。
- 2019年（平成31年および令和元年）
  - 4月27日、新宮 - 那智勝浦 - 串本 - 南紀白浜空港を結ぶリムジンバスの運行を開始。
  - 9月30日、同日付で玉置口・瀞八丁線のうち、玉置口 - 瀞八丁の区間を廃止し、存続区間も減便。
  - 10月1日、新設された中間持株会社南紀観光ホールディングスの傘下となる。瀞峡ウォータージェット船事業、ドライブイン事業など、バス事業以外を熊野観光開発株式会社に譲渡。
- 2020年（令和2年）
  - 1月1日、御坊南海バス株式会社と合併、熊野御坊南海バス株式会社となる。
  - 4月6日、運賃支払いにPayPayが使用可能になる。
  - 4月13日、航路に土砂が堆積するなどし、熊野観光開発が運営するウォータージェット船をこの日から当面運休すると発表。
  - 9月30日、同日付で新宮小口線、篠尾線、玉置口線を廃止。
  - 10月1日
    - 同日付で停留所の整理(田長・楊枝口・柳原・敷屋大橋・上地・敷屋の廃止、権現前→速玉大社前などの変更)を行う。
    - 大阪営業所を移転。

  - 12月1日
    - 熊野観光開発が運営するウォータージェット船の運行を2021年1月1日以降、事業休止することを発表。

## バス事業

### 一般路線バス
※旧御坊南海バスの路線は当該項を参照。

#### 現行路線
※新勝線・川丈線は、地域間幹線系統として、国・和歌山県の補助を受けている。
- 11番 新勝線 (黒潮公園前経由)
新宮駅 - 速玉大社前 - 新宮高校前 - 橋本 - 三輪崎 - 黒潮公園前 - 佐野上地 - 宇久井駅 - 那智駅 - 紀伊勝浦駅
- 15番 新勝線 (市立医療センター・木の川経由)
新宮駅 - 速玉大社前 - 新宮高校前 - 橋本 - 三輪崎 - 新翔高校前 - 根地原 - 市立医療センター - 宇久井駅 - 那智駅 - 紀伊勝浦駅
- 17番 新勝線 (新翔高校前・上地経由)
新宮駅 - 速玉大社前 - 新宮高校前 - 橋本 - 三輪崎 - 新翔高校前 - 佐野上地 - 宇久井駅 - 那智駅 - 紀伊勝浦駅
- 25番 新勝線 (新宮駅・佐野会館前・市立医療センター経由)
近大新宮高校前 - 新宮駅 - 速玉大社前 - 新宮高校前 - 橋本 - 旧道三輪崎駅前 (新宮駅行きは停車しない）- 黒潮公園前 - 佐野会館前 - 市立医療センター - 宇久井駅 - 那智駅  - 紀伊勝浦駅
- 51番 川丈線 (請川柿経由)
新宮駅 - 速玉大社前 - 新宮高校前 - 相賀口 - 神丸 - 志古 - 宮井大橋 - 請川 - 請川柿 - 大日越登り口 - 本宮大社前
- 53番 川丈線 (川湯温泉・湯の峰温泉経由)
新宮駅 - 速玉大社前 - 新宮高校前 - 相賀口 - 神丸 - 志古 - 宮井大橋 - 請川 - 川湯温泉 - 渡瀬温泉 - 湯の峰温泉 - 大日越登り口 - 本宮大社前
- 63番 小口線
志古 - 神丸 - 赤木 - 小和瀬 - 小口
- 65番 小口線
神丸 - 赤木 - 小和瀬 - 小口
- 31番 那智山線
紀伊勝浦駅 - 那智駅 - 井関 - 那智の滝前 - 那智山
- 新宮市内線
  - 71番 相筋線
新宮駅 - オークワ駅前店前 - かじの内科前 - イオン新宮店前 - 市役所前 - 促進住宅前
車両は小型車が使用される。
フリー乗降区間はオークワ駅前店前から田鶴原と、馬町から促進住宅前が設定されている。
  - 72番 広角住宅線
新宮駅 - 浮島の森 - さとう眼科みね内科前 - イオン新宮店前 - 清水元 - 広角市営住宅前
車両は小型車が使用される。
フリー乗降区間は東仙寺前から広角市営住宅前が設定されている。
  - 73番 高田線
新宮駅 - オークワ仲之町店前 - オークワ駅前店前 - 大浜海岸 - イオン新宮店前 - 高田
フリー乗降区間は松山団地前から南丸山橋と、相賀口から高田が設定されている。
- 白浜空港リムジンバス（空港行きは途中降車不可、新宮駅行きは途中乗車不可）
新宮駅 - 紀伊勝浦駅 - 太地駅 - 串本大水崎 - 串本駅 - 南紀白浜空港

#### 過去の路線

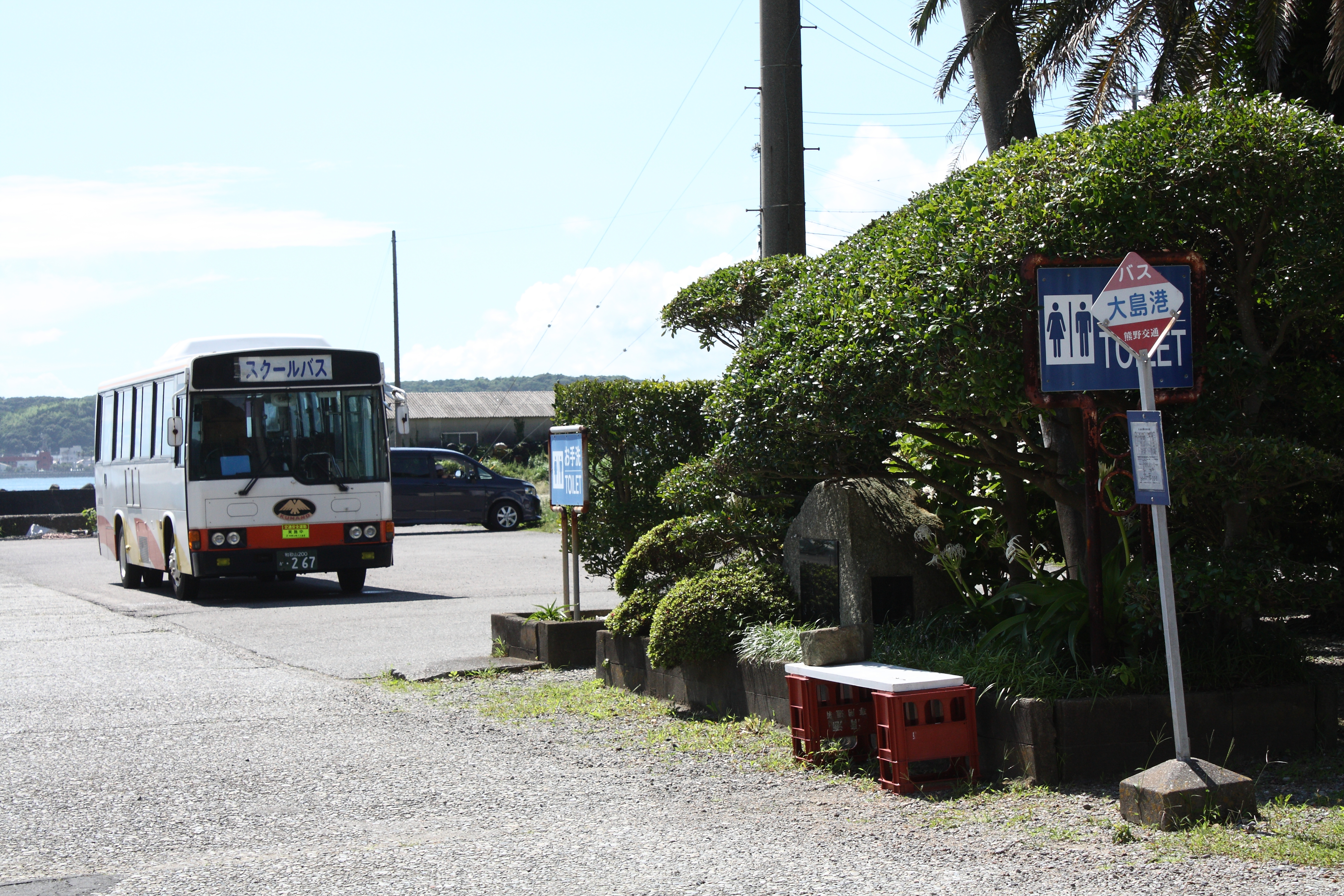
大島港バス停留所
現在は串本町コミュニティバスが運行する

- 関西空港 - 白浜・勝浦・新宮 （後に明光バス、関西空港交通が白浜までに短縮、後に廃止）
- 新宮駅 - 熊野大橋 - 鵜殿駅前 - 阿田和駅前 - 神志山 - 有馬 - 獅子岩 - 熊野市駅 - 新町 - 鬼ヶ城

※2006年9月30日に廃止。三重県内路線から撤退した。
- 太地町内経由　新宮駅 - 潮岬
- 川丈線
新宮駅 - 本宮大社前 - 土河屋 - 十津川温泉 - 折立
※新宮駅 - 本宮大社前は2020年現在も存続
- 勝浦駅 - 勝浦桟橋前 - 臨海通り - 那智駅 - 宇久井港
- 古座駅 - 役場前 - 一枚岩 - 松根
- 古座駅 - 役場前 - 滝の拝 - 田川
- 串本駅 - 大島港 - 峰地 - 樫野灯台口
- 串本駅 - 出雲 - 青少年の家
- 江住線
串本駅 - 田並 - 和深 - 雨島 - 江住
※2015年9月30日に廃止。江住で明光バスの日置江住線に接続していた。
- 串本駅 - 上野 - 潮岬
- 堂道 - 串本駅 - 潮岬
- 新宮・潮岬線
新宮駅 - 権現前 - 新宮高校前 - 橋本 - 三輪崎 - 黒潮公園前 - 佐野上地 - 宇久井駅 - 那智駅 - 勝浦駅 - 太地駅 - 古座駅 - 串本駅 - 潮岬
※2015年9月30日に廃止。同年10月1日から串本町田原から潮岬までの間は、串本町コミュニティバス[1]に転換。
- 瀞八丁・玉置口線
神丸 - 志古 - 宮井大橋 - 玉置口 - 玉置口橋 - 玉置川口 - 田戸橋 - 瀞八丁
※2019年9月30日に廃止。(神丸-玉置口間は後述の玉置口線として残った)
- 玉置口線
神丸 - 志古 - 宮井大橋 - 玉置口
※2020年9月30日に廃止。1日2往復のみの運行で、奈良県の一部(十津川村竹筒地区)にもバス停が存在していた。
- 篠尾線
神丸 - 志古 - 宮井大橋 - 敷屋大橋 - 西敷屋 - 篠尾
※2020年9月30日に廃止。1日1往復の運行で、神丸側からの同日内での往復利用はできなかった。
- 61番 新宮小口線
新宮駅 - 権現前 - 新宮高校前 - 相賀口 - 神丸 - 赤木 - 小和瀬 - 小口
※2020年9月30日に廃止。1日1往復のみの運行であった。廃止後は小口線を増便して神丸での乗り継ぎで対応する。
- 71番 特急バス 勝浦本宮線 (熊野古道アクセスバス)
紀伊勝浦駅 - 勝浦桟橋前 - 臨海通り - 那智駅 - 速玉大社前 - 新宮駅 - 志古 - 請川 - 本宮大社前 (記載の停留所のみに停車し他は通過していた)
※2021年9月30日に廃止。1日1往復のみの運行であった。
- 23番 市立医療センター線
新宮駅 - 速玉大社前 - 新宮高校前 -  三輪崎 - 新翔高校前 - 市立医療センター
※2021年9月30日に廃止。
- 25番 市立医療センター線
近大新宮高校前 - 熊野地会館前 - 新宮駅 - 速玉大社前 - 新宮高校前 - （→ 旧道三輪崎駅前 → / ← 三輪崎 ←） - 黒潮公園前 - 佐野下地 - 市立医療センター
※2021年9月30日に廃止。一部経路を変更し、新勝線の25系統へと引継。

### 定期観光バス
| 日野・リエッセ レトロバス定期観光バス「世界遺産 熊野古道大門坂と那智山めぐりコース」専用車  |  | 日野・リエッセ レトロバス定期観光バス「世界遺産 熊野古道大門坂と那智山めぐりコース」専用車 |
| 日野・リエッセ レトロバス 定期観光バス「世界遺産 熊野古道大門坂と那智山めぐりコース」専用車 |  |                                                                                            |

定期観光バスとして、以下の2コースを運行している。完全予約制。
- 世界遺産 熊野三山めぐりコース[2]

紀伊勝浦駅から、熊野三山（熊野本宮大社・熊野速玉大社・熊野那智大社）、青岸渡寺と周辺の観光地をめぐるコース。昼食の弁当付き。
車両は大型観光バスが使用される。
- 世界遺産 熊野古道大門坂と那智山めぐりコース[2]

車両は日野・リエッセ（観光タイプ）にピンクの車体を架装した、定期観光バス専用のレトロバスが使用される。多客時は大型車で運行される場合もある。

### 貸切バス
一般の貸切バス事業のほか、定期観光バス、親会社の南紀観光ホールディングスが催行・募集し、熊野御坊南海バスが運行するバスツアー「クマコーユーユーツアー」も行っている。

### バス車両

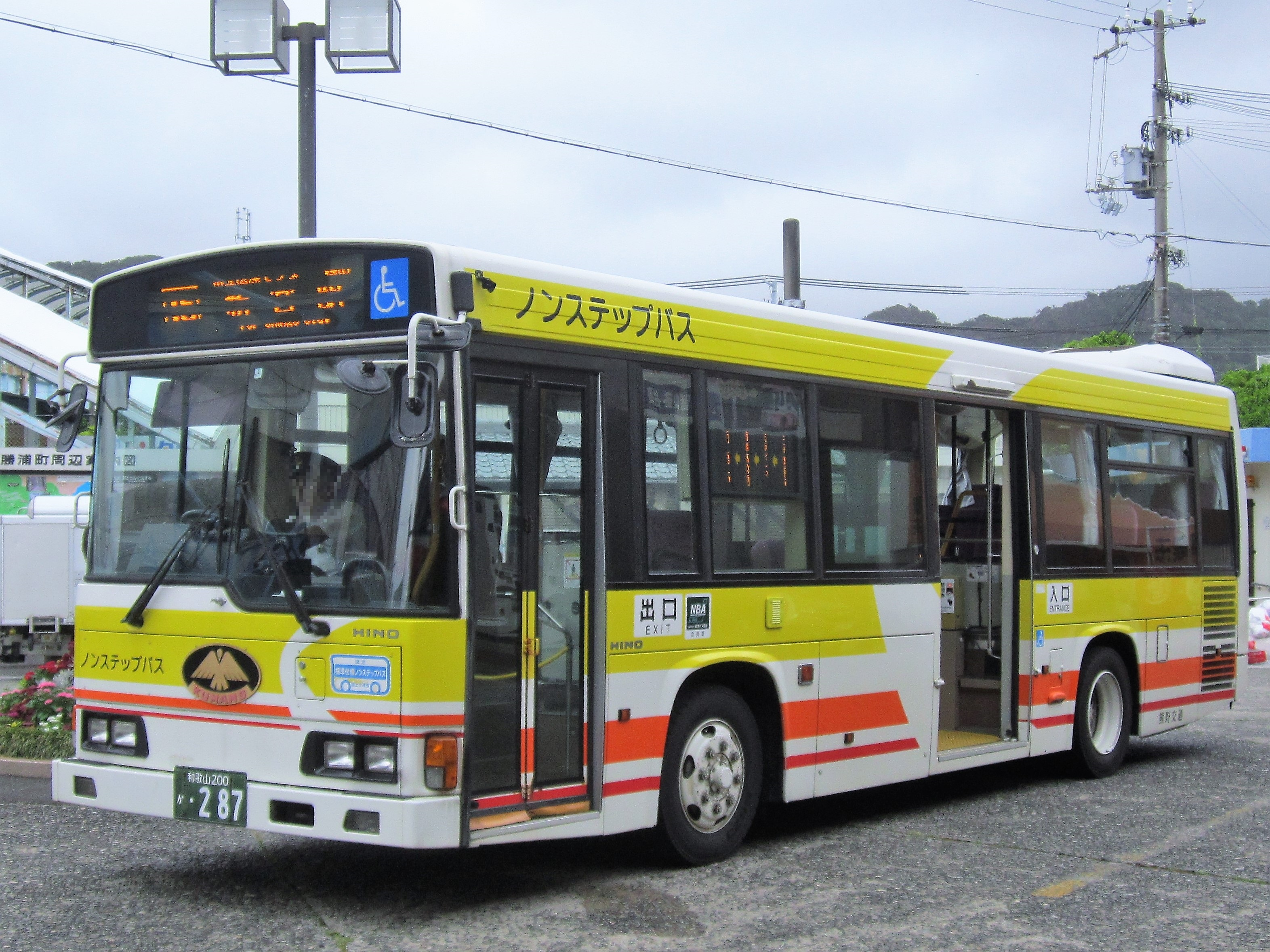
一般路線バス（熊野交通カラー）
日野・レインボーHR

バス車両は日野自動車製を中心に、日産ディーゼル・三菱ふそう・いすゞ自動車製を所有している。塗装は南海バスとは異なる独自のものを採用しているが、親会社の南海バスグループからの移籍車も少なからずあり、それらの車両は塗装を変えることなく、南海のロゴを消して社紋を八咫烏に取り替えただけで使用されている。
2023年3月31日時点では、路線バスとして32台のバス車両を保有しており、うちノンステップバスは17台、低床バス（ここではノンステップバス、ワンステップバス、スロープ付きバスを指す）は22台である（御坊支社の車両も含む）。
路線バス車両の主力は中型車・中型長尺車の日野・レインボー（RJ・HR）で、小型車の日野・リエッセも使用される。近年は南海グループだけでなく、西東京バス（京王電鉄バスからの路線譲渡による移籍車）より日野・レインボーHRが2台移籍されるなど、首都圏の事業者からの譲渡車も見られる。2022年10月には22年ぶりの新型車両として日野・ポンチョが導入された。また、いすゞ・エルガが2台、日野・ブルーリボンが1台と大型の新車も導入されている。

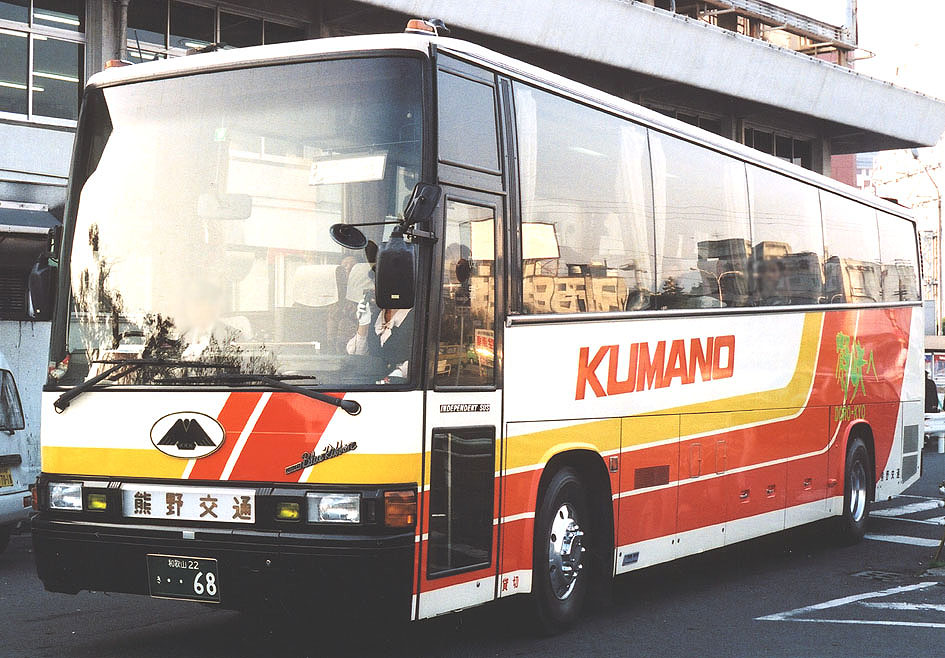
貸切車（熊野交通カラー） 日野・ブルーリボンRU グランシアター
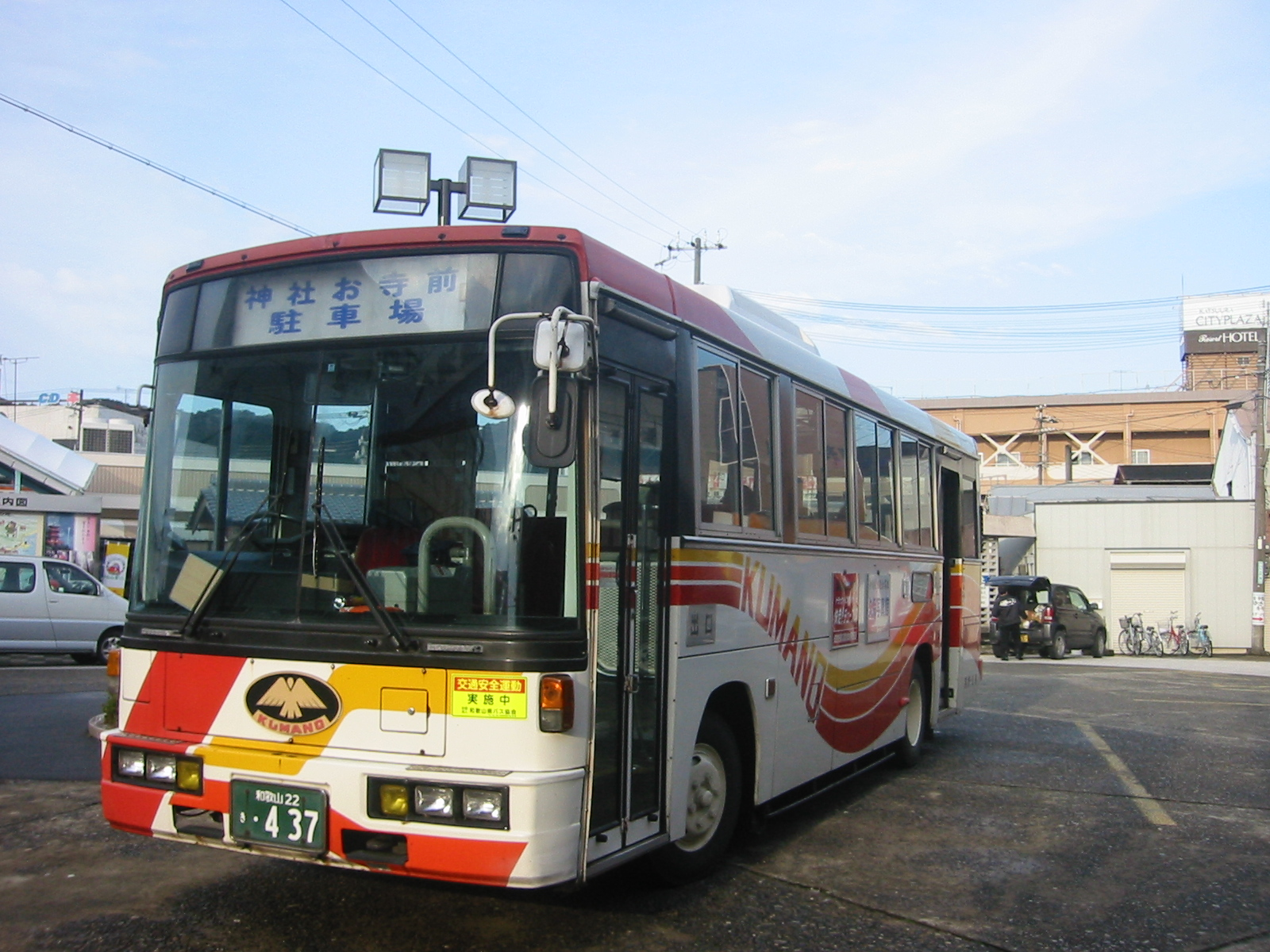
一般路線バス（熊野交通カラー） 日産ディーゼル・RM
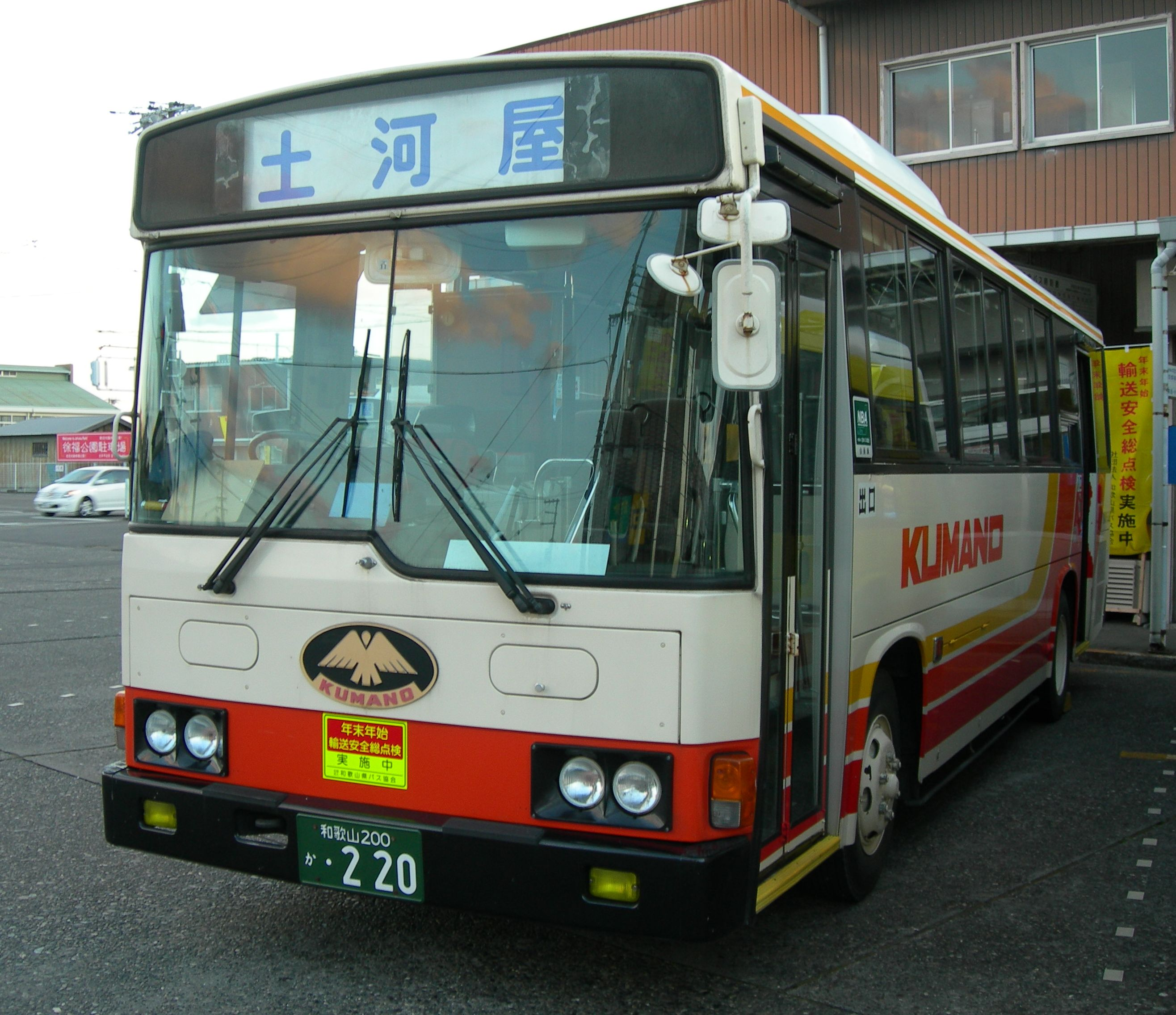
一般路線バス（熊野交通カラー） 日野・レインボーRJ
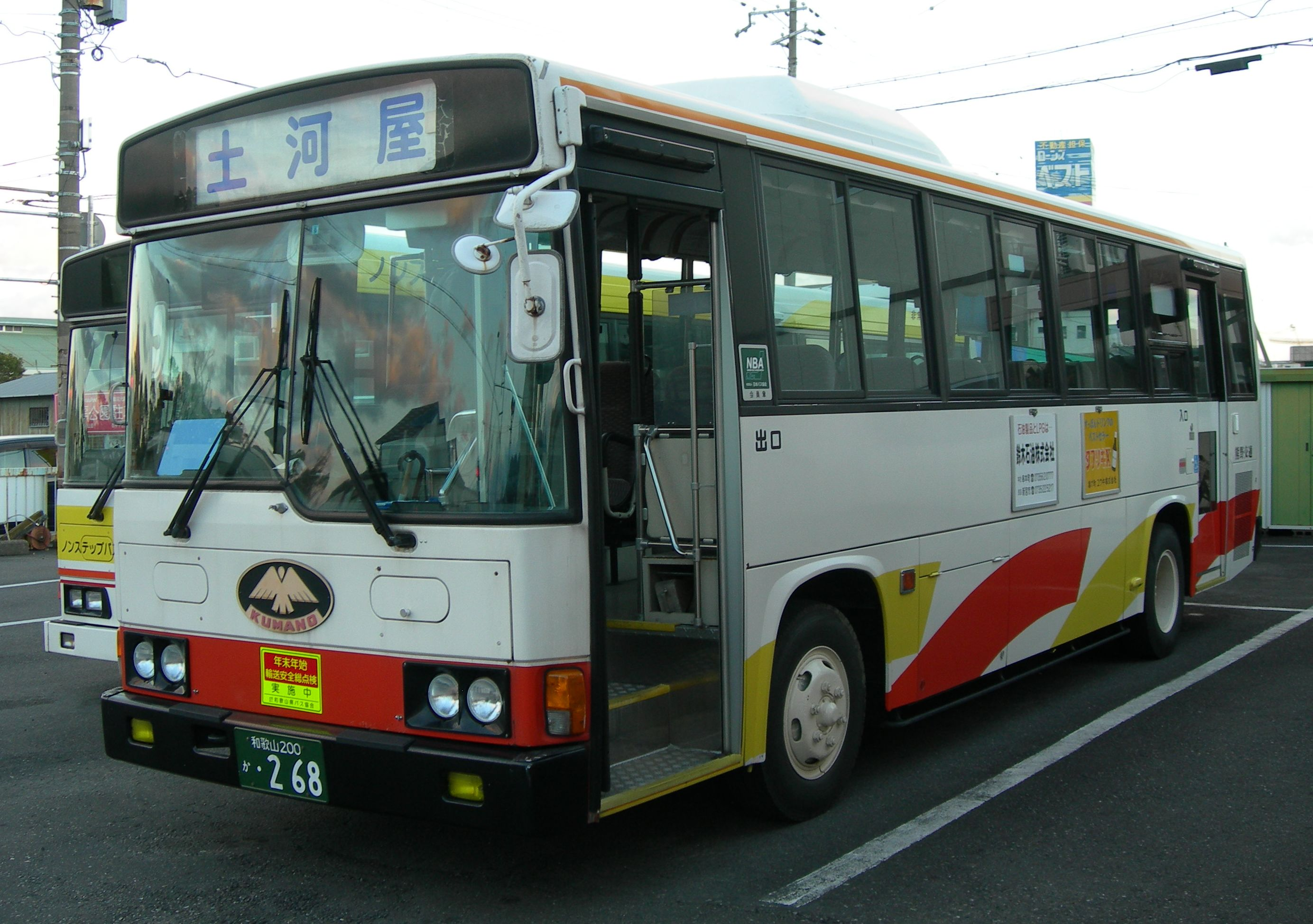
一般路線バス（南海バスカラー） 日野・レインボーRJ
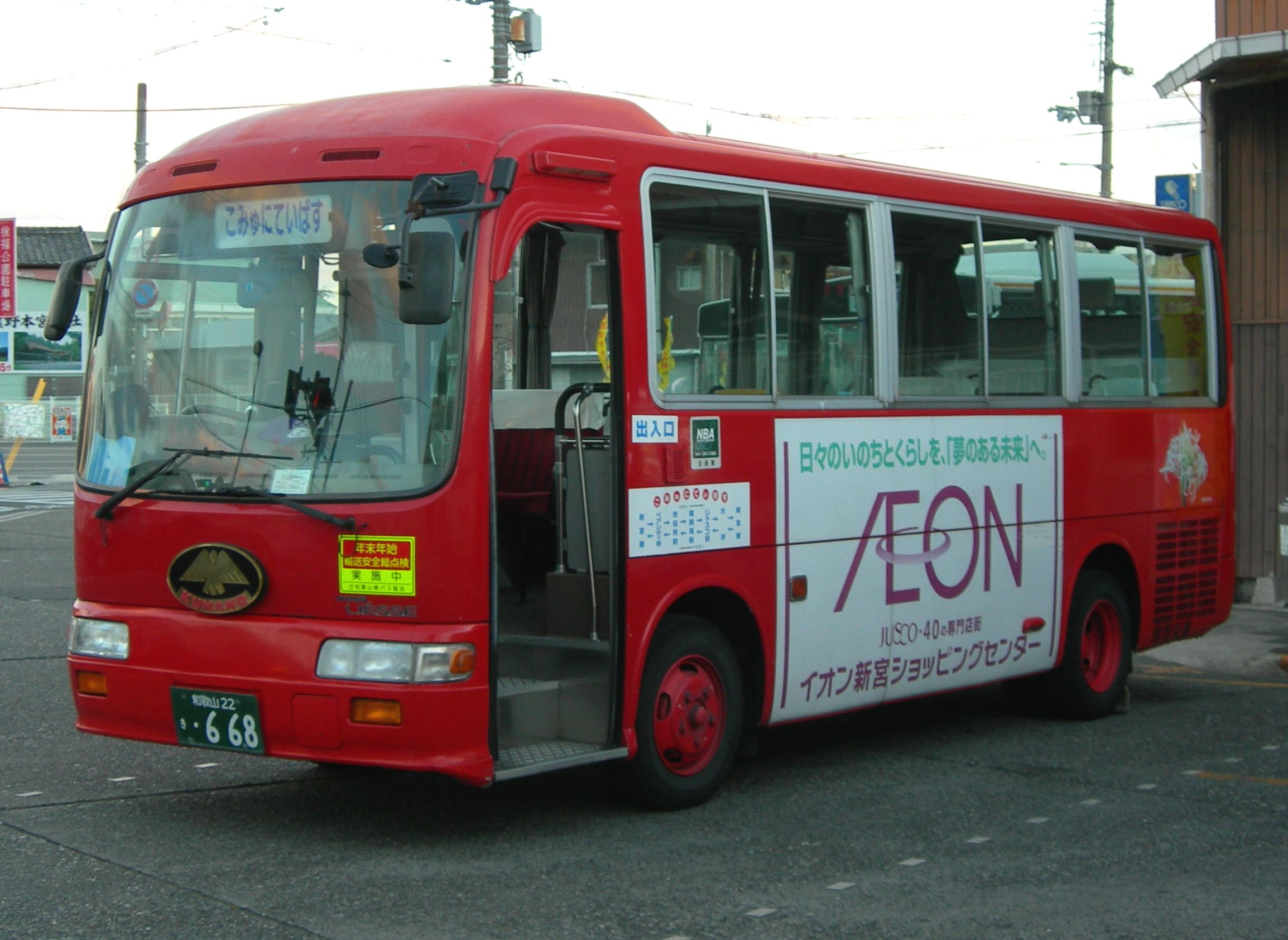
新宮市内線「こみゅにてぃばす」 日野・リエッセ トップドア車
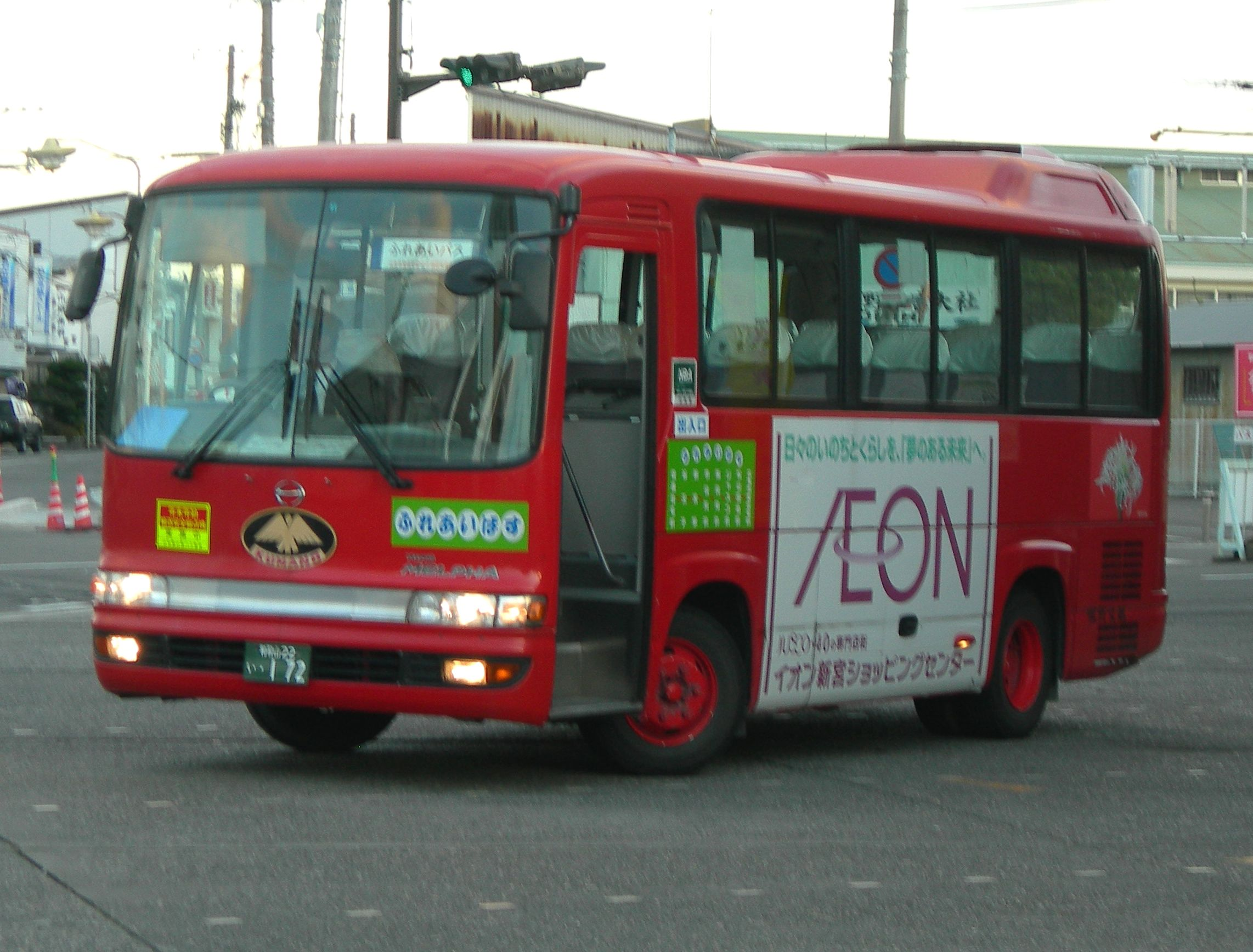
新宮市内線「ふれあいばす」 日野・メルファ
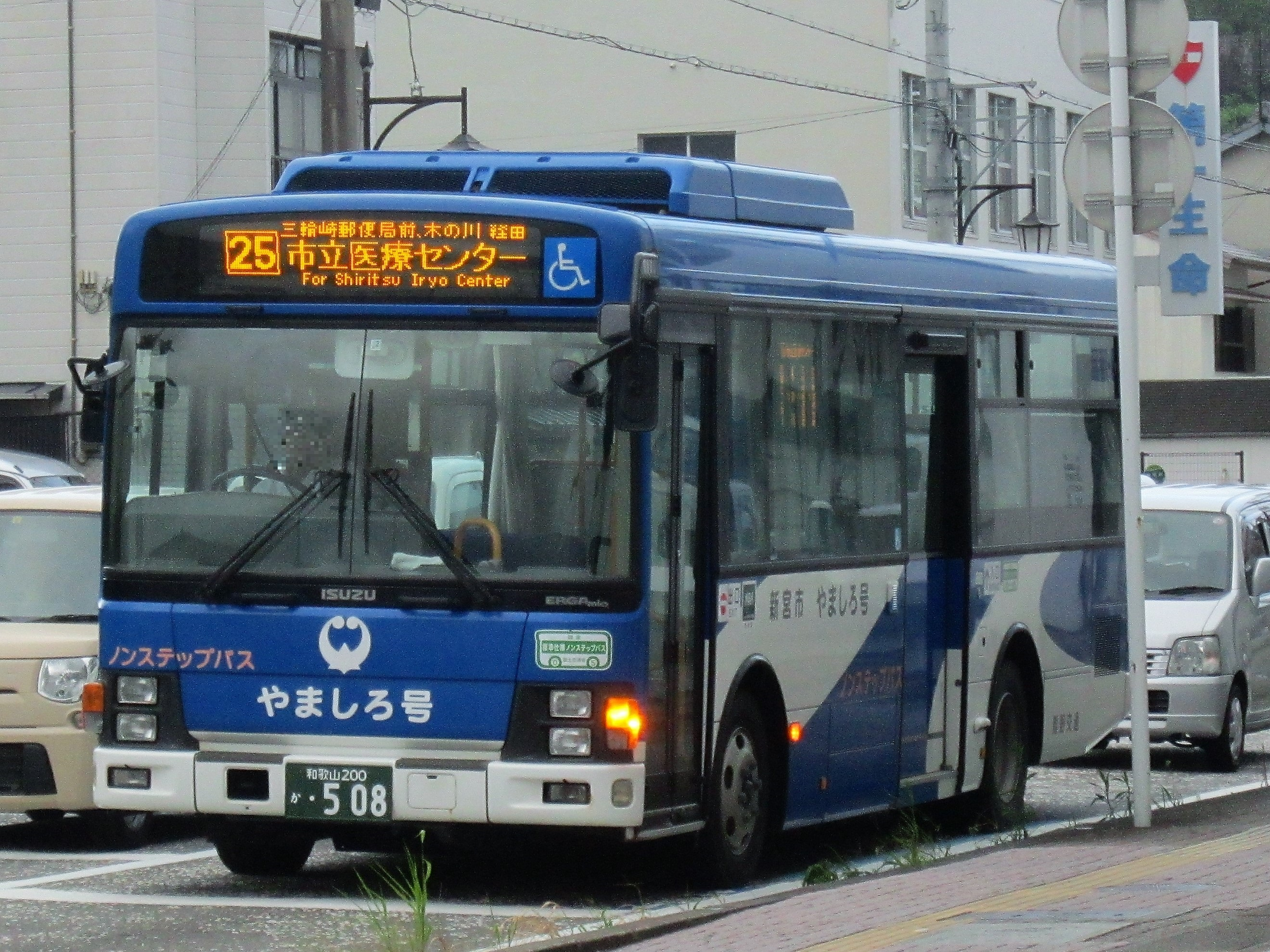
新宮市「やましろ号」 いすゞ・エルガミオ ノンステップ

## 観光船事業
吉野熊野国立公園の一部である北山川の大渓谷、瀞峡（瀞八丁）を時速40kmで航行するウォータージェット船によって観光できる。
- 瀞峡観光ウォータージェット船
志古乗船場 - 瀞峡 - 田戸乗船場 - 小川口乗船場 - 志古乗船場

基本的に志古 - 新宮間の同社のバスも含めた往復一体型の乗船を受け付けているが、予約すれば田戸→志古などの片道乗船も可能。また、多少の待ち時間も含めれば瀞八丁バス停(田戸乗船場に接続)と十津川村を結ぶ十津川村営バスなどによる乗り継ぎも可能になっている。
以前は直営であったが、2019年1月1日以降はグループ会社の熊野観光開発株式会社が事業を行っている。しかし、2020年4月13日から運休となり、2021年1月1日をもって事業休止となることが決定している。

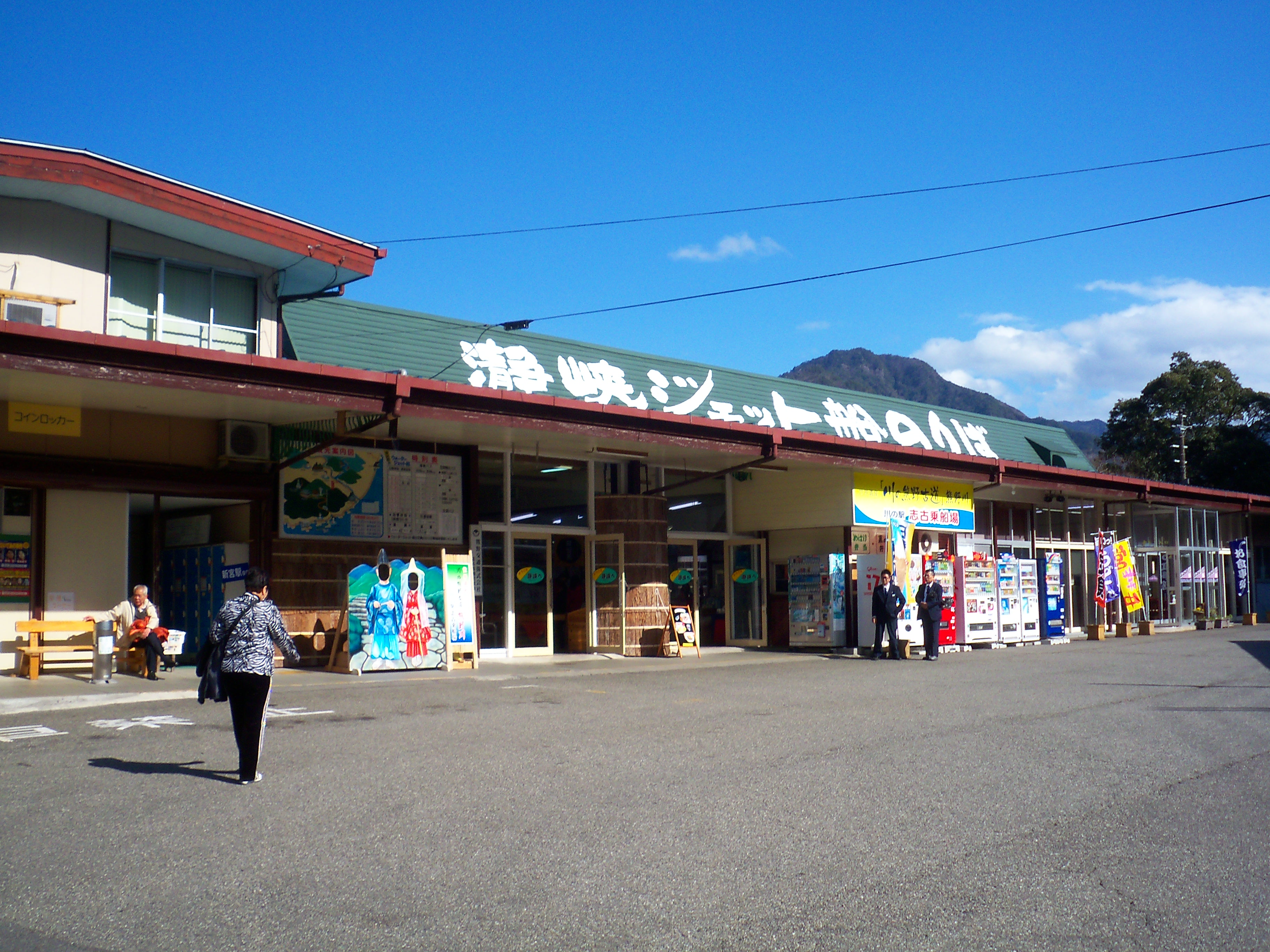
志古乗船場（和歌山県新宮市）
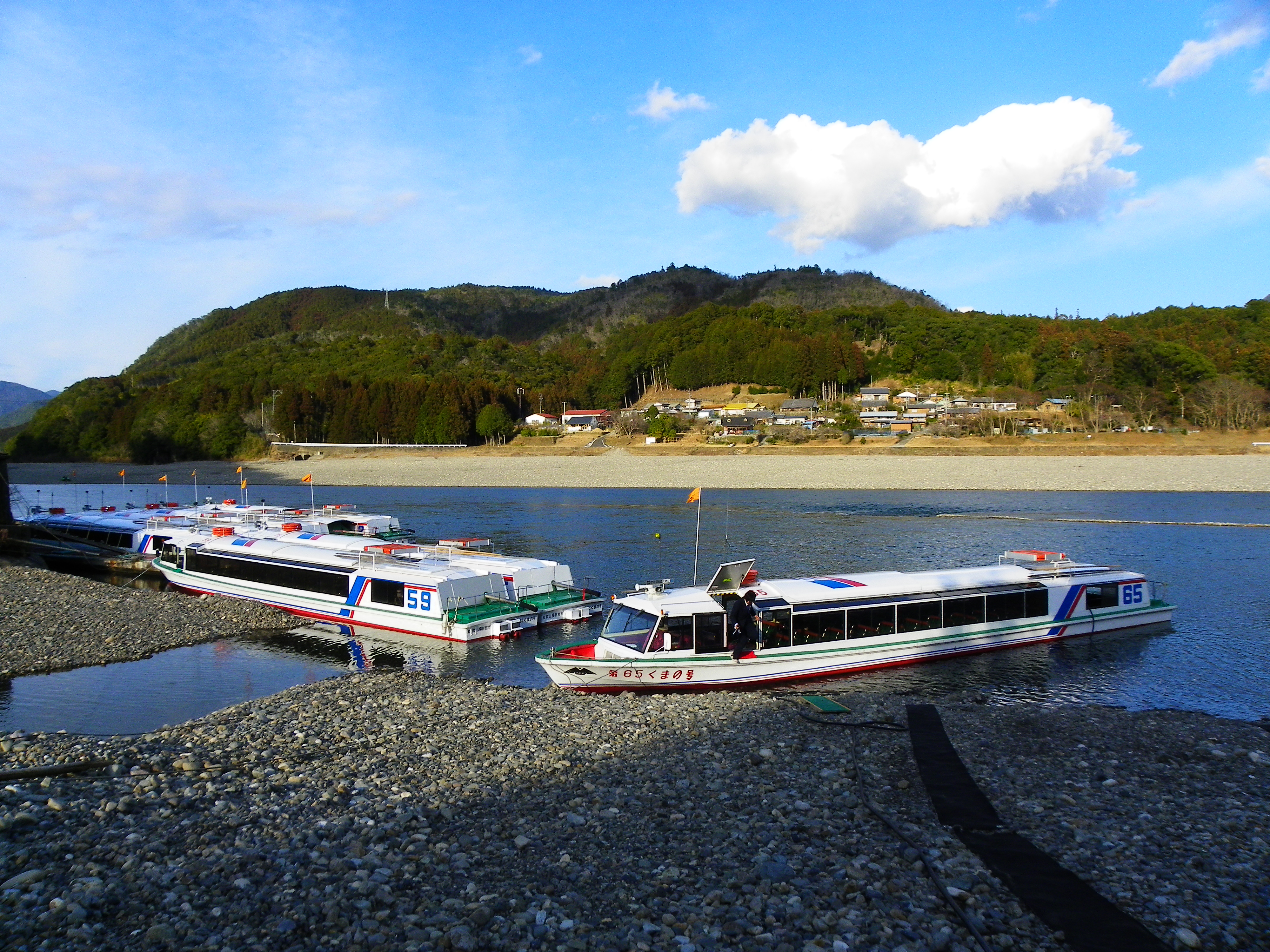
志古乗船場に係船中のウォータージェット船
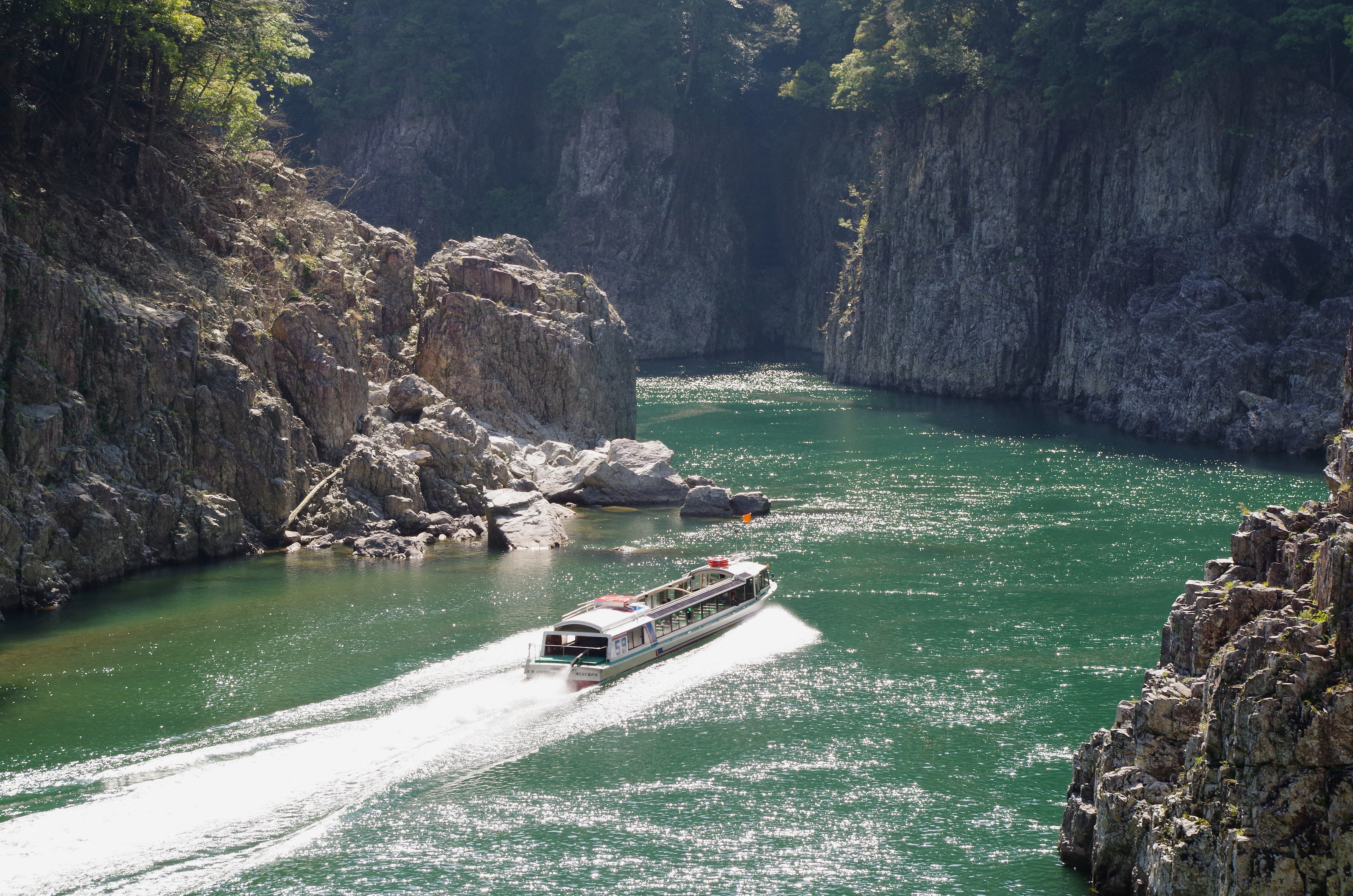
瀞峡を行くウォータージェット船
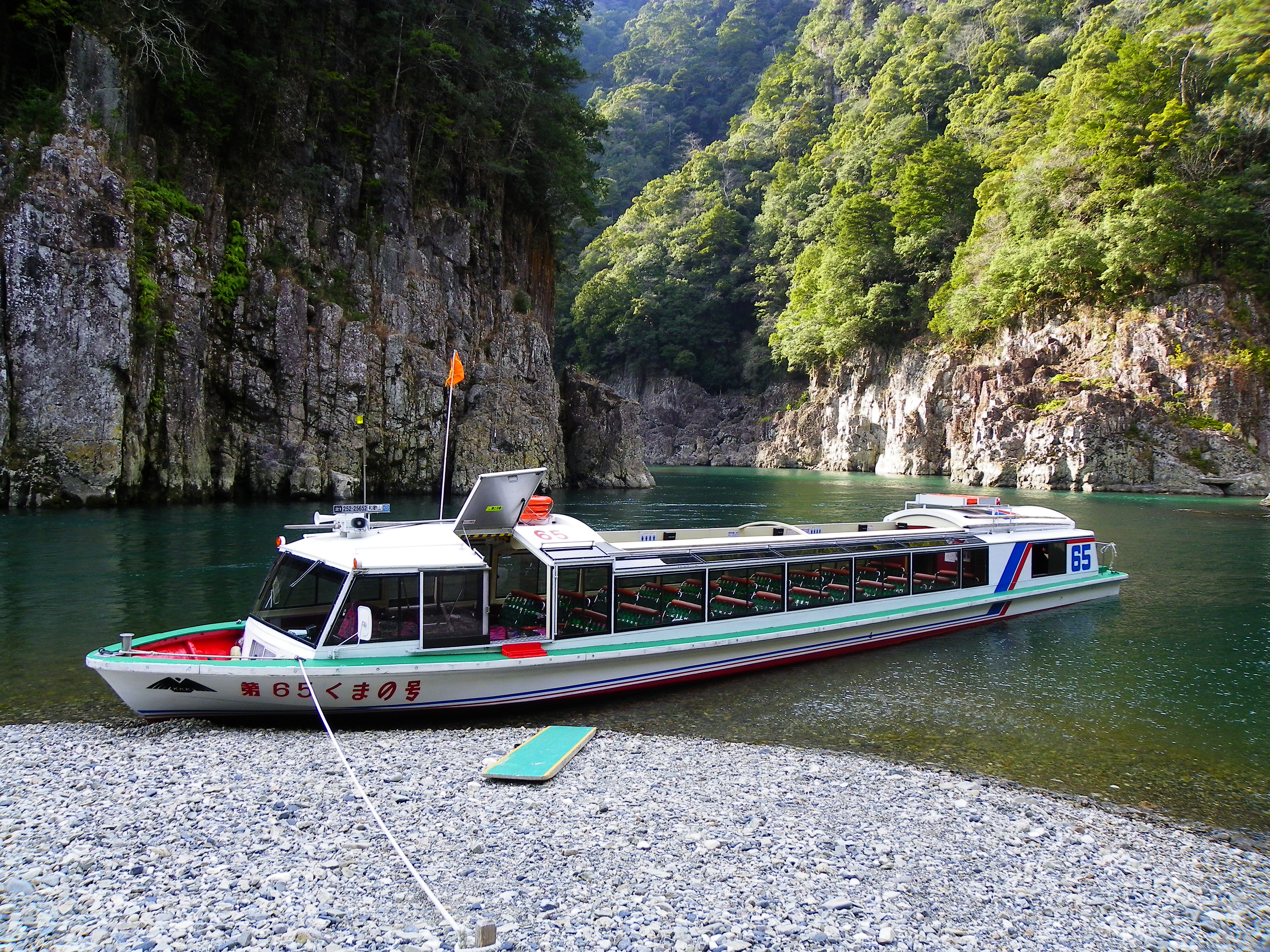
田戸乗船場に係船中の第65くまの号
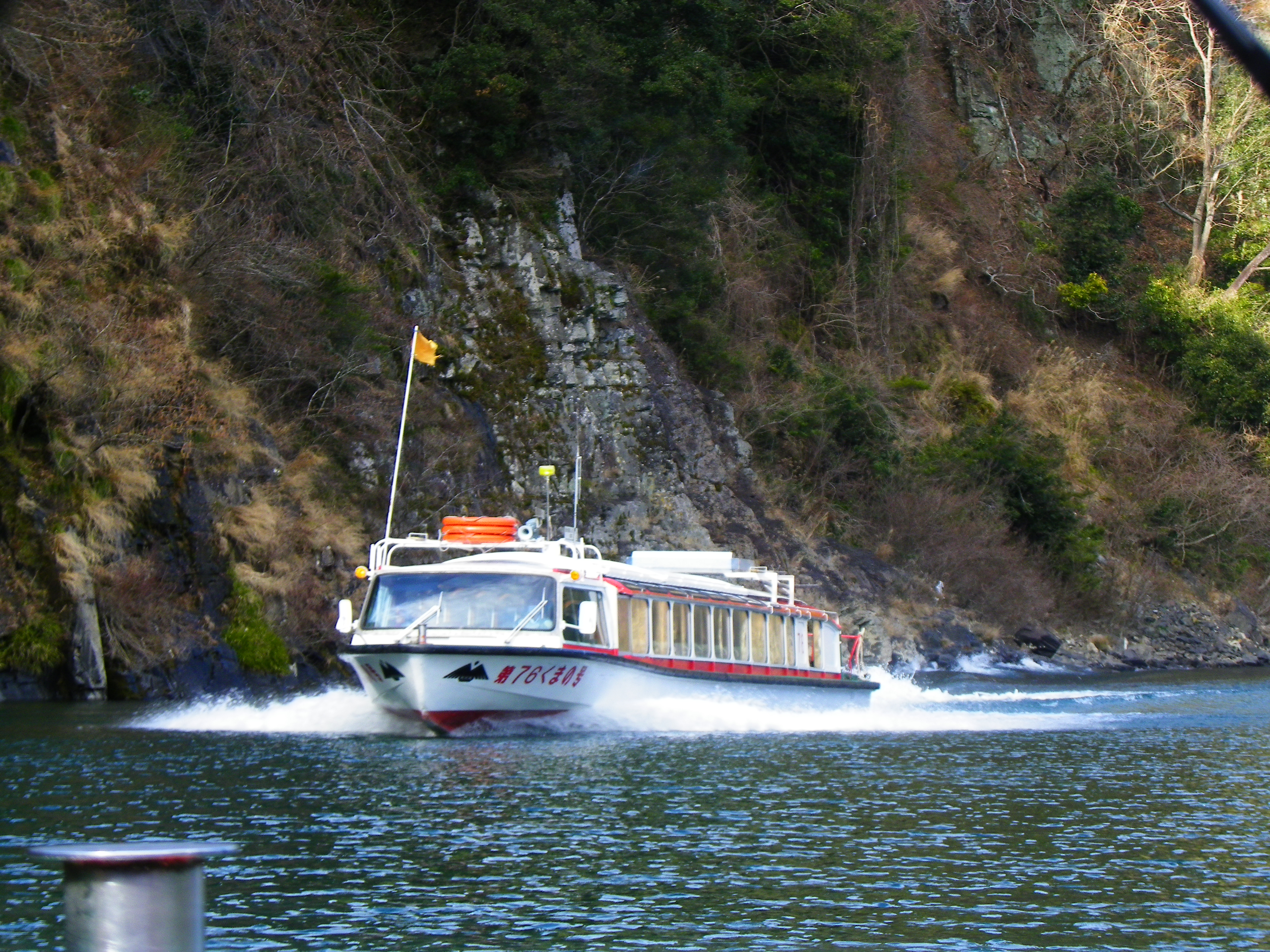
瀞峡を航走する第76くまの号

## マスコットキャラクター

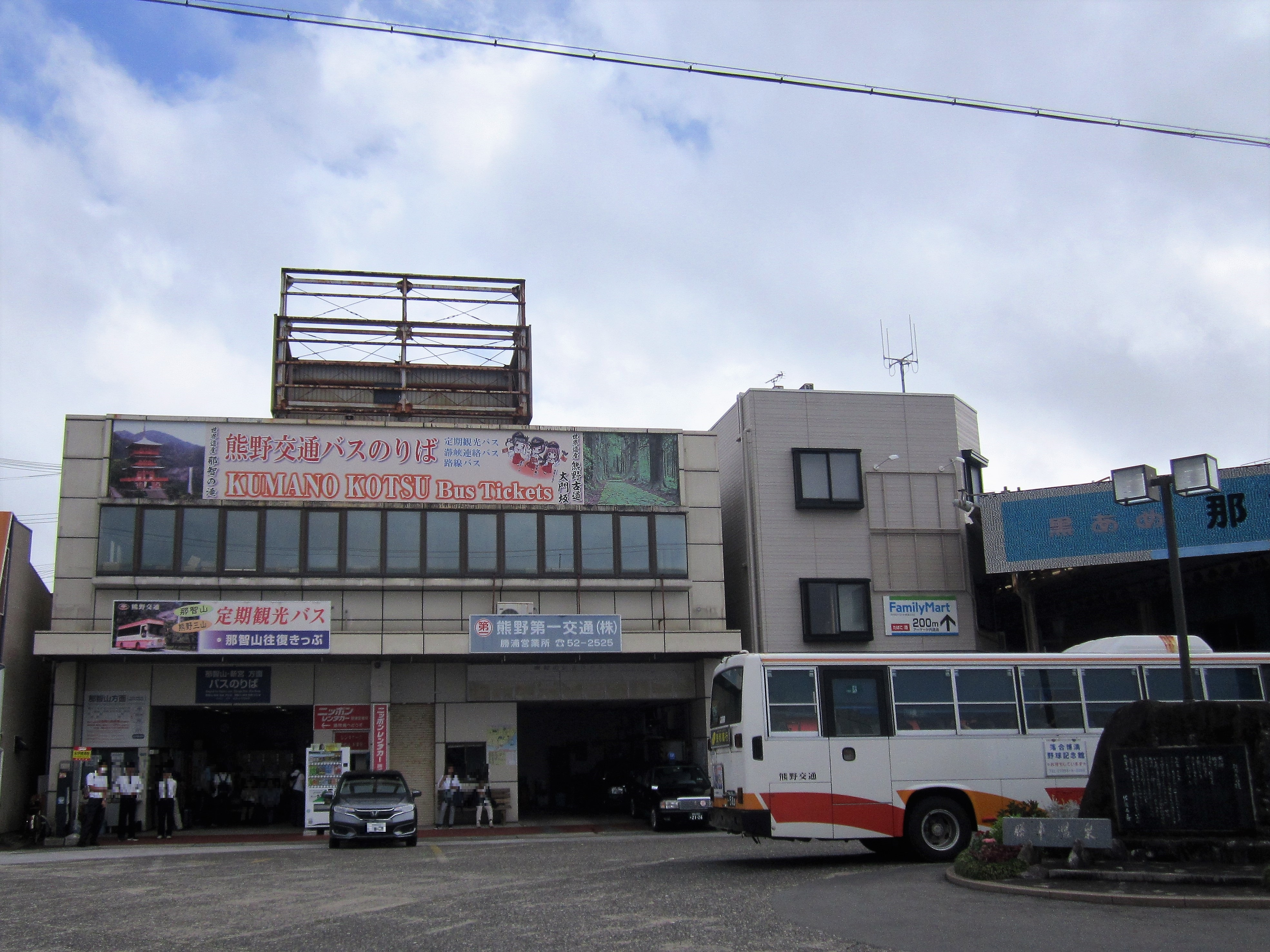
紀伊勝浦駅前バスのりば
看板にマスコットキャラクター「三巫女」が描かれている

マスコットキャラクターとして、3人の巫女をご当地萌えキャラ化した「三巫女（さんみこ）」がある。熊野交通時代に同社のマスコットキャラクターとして制定された。「三巫女」は熊野三山（熊野本宮大社、熊野那智大社、熊野速玉大社）の巫女見習いまたはアルバイトという設定。各キャラクターの名前は2014年に一般公募で決定され、2016年6月から公式サイトに「三巫女」のイラストとプロフィールが掲載された。
イラストの作者は、南海フェリーや大阪港カーフェリー活性化協議会（大阪フェリー協会。2021年3月解散、後継は阪神フェリー協議会）のポスターも手掛けるイラストレーターの大笆知子（おーたけ ともこ）。「三巫女」キャラクターは熊野交通が熊野三山の各大社に許可を得て展開しており、イラストレーターは各大社の巫女の髪の結い方まで忠実に再現しているという。キャラクターグッズも制作され、南海電車まつりなどのイベントで販売される。同じ作者による南海フェリーのキャラクターとコラボレーションしたグッズも販売されている。「三巫女」はいずれも巫女装束をまとい、それぞれ手に熊野交通の乗り物を持っている。
- 本宮てるて（もとみや てるて）- 熊野本宮大社の巫女アルバイト。16歳[9]。

名前の由来は、熊野ゆかりの小栗判官の妻・照手姫から。ウォータージェット船を持っている。
- 那智霧乃（なち きりの）- 熊野那智大社の巫女見習い。20歳[9]。

名前の由来は、那智滝にかかる霧から。定期観光バスのリエッセレトロバスを持っている。
- 速玉ナギ（はやたま なぎ）- 熊野速玉大社の巫女アルバイト。15歳[9]。

名前の由来は、熊野速玉大社の御神木「なぎの木」から。路線バスのレインボーを持っている。
同社ではSNSでの情報発信に力を入れており、Twitterでは「三巫女」公式アカウントで熊野御坊南海バスの情報を伝えている。またInstagram公式アカウントもあり、写真により熊野の観光情報を発信している。